# Иван Кублаханов
«Иван Кублаханов» — рассказ российского писателя Виктора Пелевина, написанный в 1994 году.

## Содержание
В начале рассказа читатель не понимает, от лица кого ведётся повествование. Герой пребывает в каком-то непонятном странном пространстве. И только спустя некоторое время становится ясно, что героем является человеческий эмбрион, описываются его физические и эмоциональные преобразования.
Тема сна является центральной в рассказе. При этом под сном подразумевается физическое бодрствование, а во время физического сна герой пребывает в истинной реальности. Вся жизнь главного героя с момента зачатия и до момента смерти описывается как череда этих двух реальностей. Какое-либо физическое осязаемое пространство в рассказе отсутствует.
Автор подталкивает читателя поразмыслить над природой сознания. Истинная реальность является для героя рассказа исходной, там он не имеет имени и характеристик. В реальности человеческой персонаж принимает обличие Ивана Кублаханова. Другие люди появляются только в человеческой реальности, и реальности истинной персонаж одинок. Человеческая реальность трактуется как мучительный сон, от которого необходимо проснуться. После пробуждения ото сна (физической смерти), оказавшись в истинной реальности, герой забывает, что когда-то был Иваном Кублахановым.
Фамилия героя рассказа отсылает к поэме С. Т. Кольриджа «Кубла-хан, или Видение во сне». Идеология рассказа основывается на восточных учениях, в частности на идеях буддизма. Автор обращается к идее об иллюзорности существования и о существовании души во множестве телесных перевоплощений. Рассказ также основывается на индийском мифе о Брахме и сотворении Вселенной: Брахма спит на золотом яйце, из которого Вселенная зарождается когда он просыпается и угасает, когда он засыпает.

## Публикации
Рассказ был впервые опубликован в 1994 году в первом номере минского журнала Фантакрим-МЕГА. Вне периодики впервые появился в 1996 году в томе «Бубен Нижнего мира» собрания сочинений Пелевина.